# Ясьонувка (гміна)
Гміна Ясьонувка (пол. Gmina Jasionówka) — сільська гміна у східній Польщі. Належить до Монецького повіту Підляського воєводства.
Станом на 31 грудня 2011 у гміні проживало 2989 осіб.

## Територія
Згідно з даними за 2007 рік площа гміни становила 96.73 км², у тому числі:
- орні землі: 81.00%
- ліси: 13.00%

Таким чином, площа гміни становить 7.00% площі повіту.

## Населення
Станом на 31 грудня 2011:
| Опис     | Загалом | Загалом | Чоловіки | Чоловіки | Жінки | Жінки |
| -------- | ------- | ------- | -------- | -------- | ----- | ----- |
| одиниця  | осіб    | %       | осіб     | %        | осіб  | %     |
| все      | 2989    | 100     | 1506     | 50.38    | 1483  | 49.62 |
| міське   | 0       | 100     | 0        |          | 0     |       |
| сільське | 2989    | 100     | 1506     | 50.38    | 1483  | 49.62 |

## Сусідні гміни
Гміна Ясьонувка межує з такими гмінами: Книшин, Корицин, Чарна-Білостоцька, Ясвіли.